# Le avventure di Pinocchio (programma televisivo)
Le avventure di Pinocchio era un programma televisivo italiano della TV dei ragazzi prodotto dalla Rai - Radiotelevisione italiana, che venne trasmesso dall'8 gennaio 1959 sull'allora Programma Nazionale. Era inserito nel palinsesto del giovedì in fascia pomeridiana.
Le riprese venivano effettuate dal Teatro Angelicum di Milano.
Il programma, ispirato all'omonimo romanzo di Carlo Collodi, era una sorta di connubio fra programma di intrattenimento e prosa televisiva. Era diretto dal regista Enrico D'Alessandro.
Le riprese erano curate dal coregista Cesare Emilio Gaslini mentre l'adattamento e la messa in scena teatrale erano dovuti a Giana Anguissola.

## Interpreti
- Carlo Chambry
- Sante Calogero
- Ermanno Anfossi
- Antonio Susana
- Peppino Mazzullo
- Angela Cicorella
- Franco Friggeri
- Emanuela Fallini